# غاريت بيرنت
غاريت بيرنت هو لاعب اللاكروس كندي، ولد في 23 سبتمبر 1975 في كوكويتلام في كندا.

## وصلات خارجية
- غاريت بيرنت على موقع دوري الهوكي الوطني (الإنجليزية)
- غاريت بيرنت على موقع EliteProspects.com (الإنجليزية)
- غاريت بيرنت على موقع HockeyDB.com (الإنجليزية)
- غاريت بيرنت على موقع Hockey-Reference.com (الإنجليزية)